# Kasbergets kyrka
Kasbergets kyrka är en kyrkobyggnad i stadsdelen Kasberget i Helsingfors.

## Kyrkobyggnaden
Kyrkan byggdes efter ritningar av arkitekt Lauri Silvennoinen och invigdes Pingsten 1970. Kyrksalen liksom intilliggande dopkapell är båda sexkantigt formade och inspirerade av dopkapell från 300-talet. Kyrktakets konstruktion bildar en davidsstjärna. I kyrkan ryms 600 personer.

## Inventarier
- Kyrkans orgel är gjord av Kangasala orgelbyggeri 1972 och den har 26 stämmor.
- Altartavlan är en glasmålning målad av Reino Hietanen.
- Dopkapellets altartavla är en mosaik gjord av Uuno Eskola och har motivet "Kristus på korset".
- Kyrkklockorna är från Österrike.

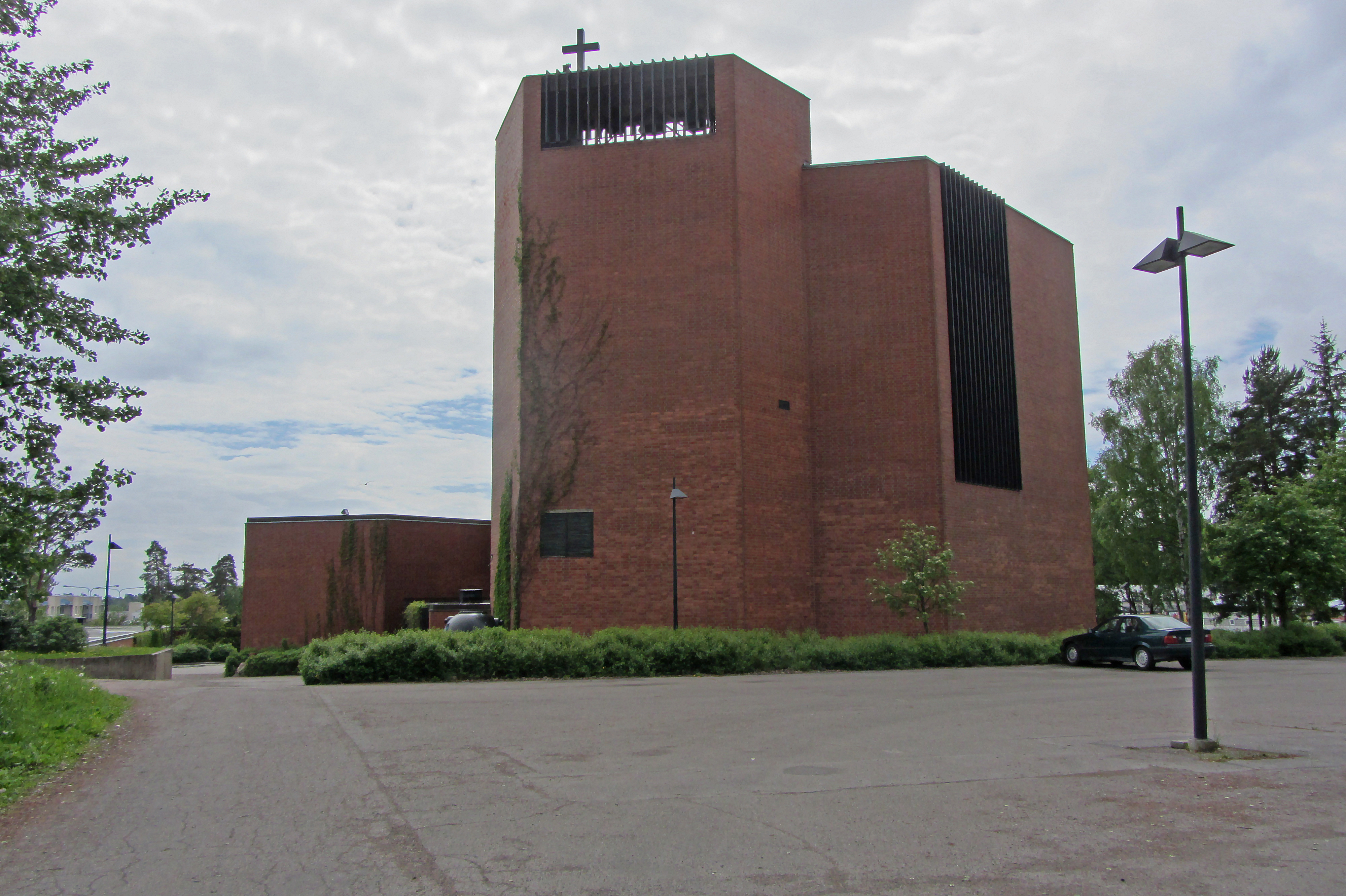
Kasbergets kyrka
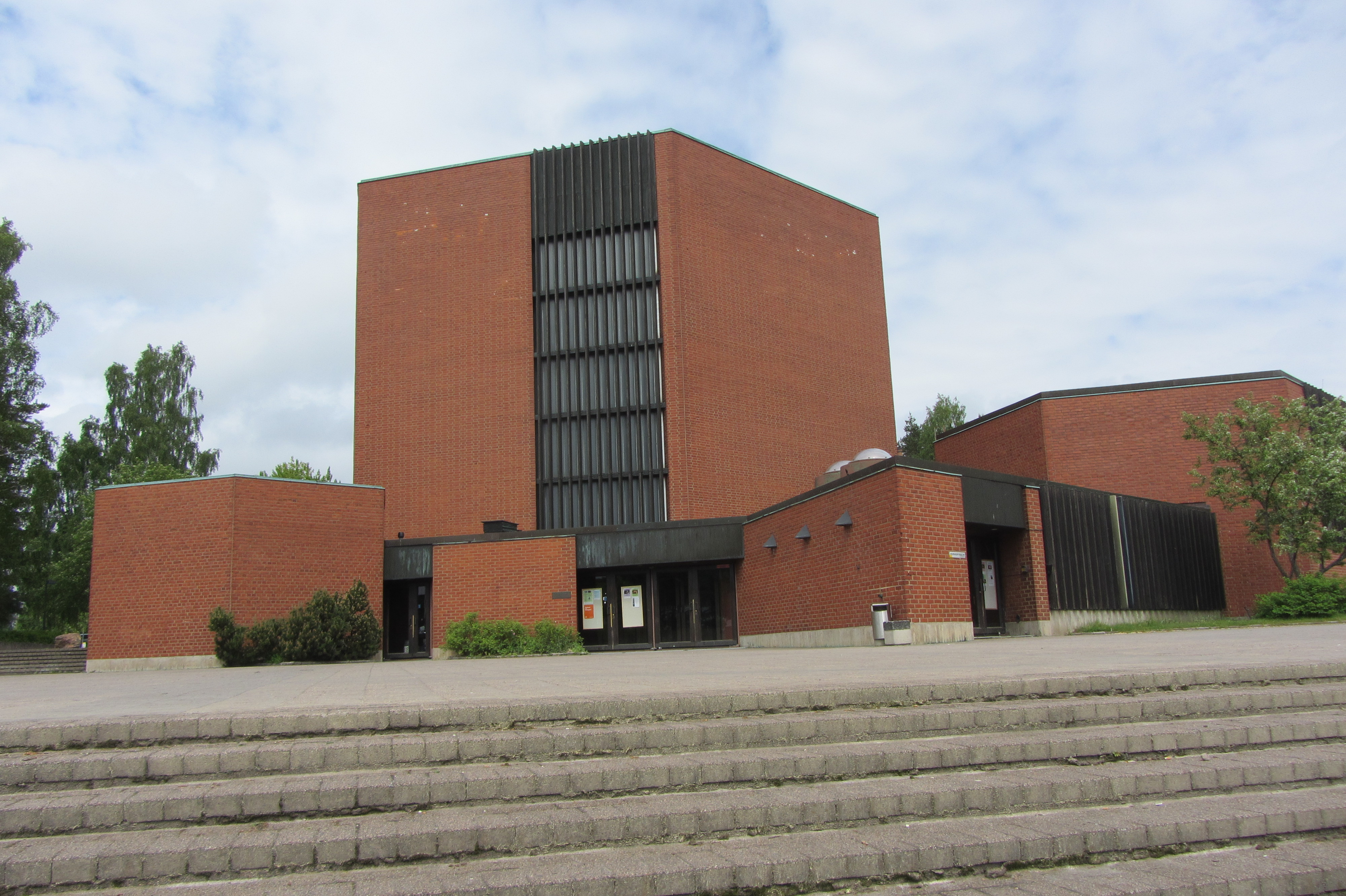
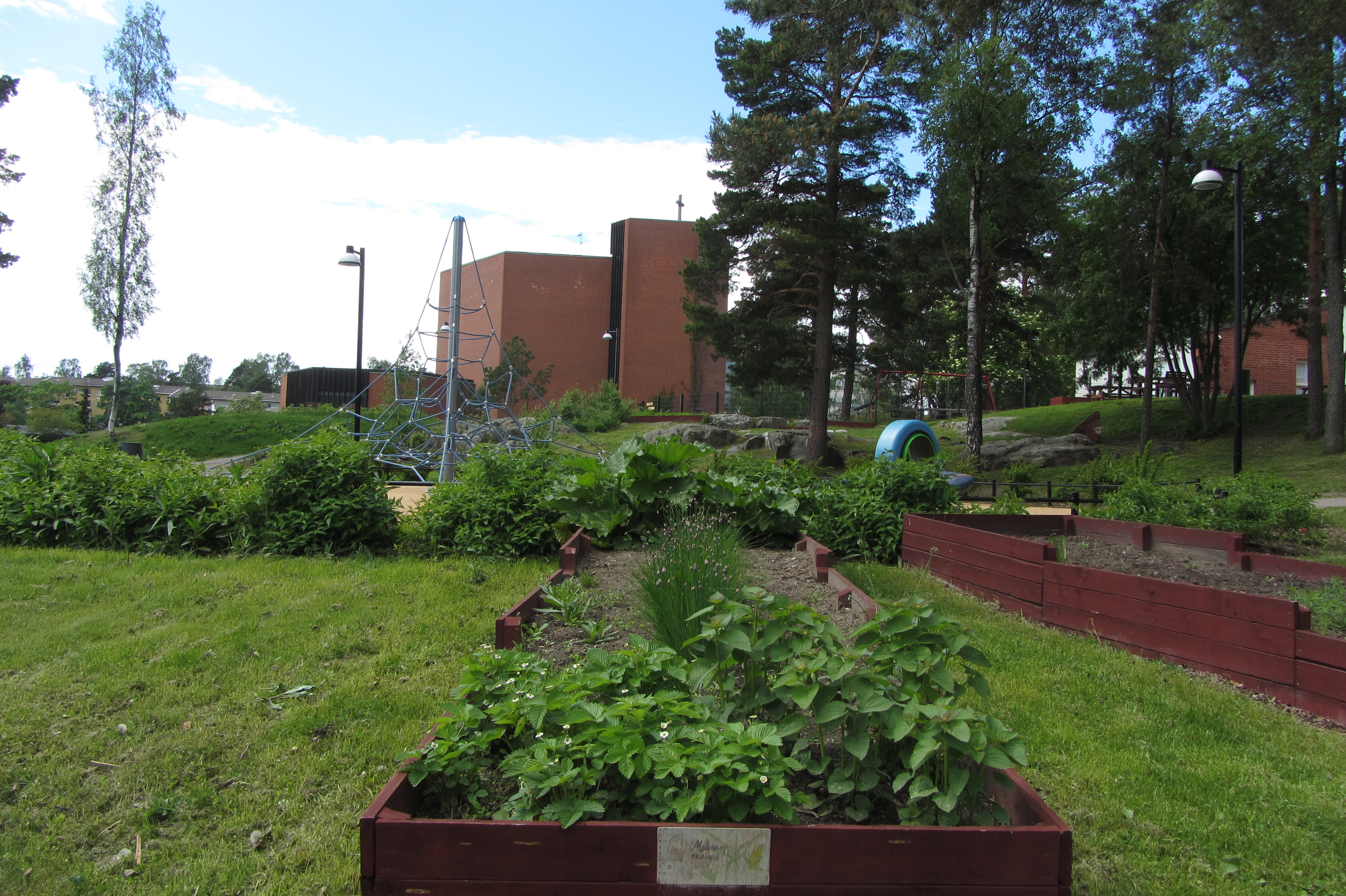